# Wes Bentley
Wes Bentley (Jonesboro, 4 september 1978) is een Amerikaans acteur.
Bentley behaalde zijn diploma aan de Sylvan Hills High School in Sherwood (Arkansas), daarna volgde hij ook een opleiding aan de Juilliard School in New York. Na een jaar verliet hij de school echter voor een acteercarrière. Hij maakte zijn acteerdebuut in 1995 met de korte film Serendipity Lane met de rol van Lonnie. In 1999 werd hij bij het grote publiek vooral bekend met de rol van Ricky Fitts in de film American Beauty. Ook speelde hij een grote rol in onder meer de films The Claim, The Four Feathers, Ghost Rider, The Hunger Games en Interstellar. Vanaf het vierde seizoen speelt Bentley ook in Amerikaanse televisieserie American Horror Story.
In 2000 won Bentley met de film American Beauty een Screen Actors Guild Award met de categorie "Outstanding Performance by a Cast in a Theatrical Motion Picture", die hij deelt met de cast.